# Gustav Joseph (Mediziner)
Gustav Joseph (* 17. Dezember 1828 in Dyhernfurth, Landkreis Wohlau, Provinz Schlesien; † um 1891) war ein deutscher Mediziner, Anthropologe und Zoologe.

## Leben
Gustav Joseph studierte in Breslau an der Schlesischen Friedrich-Wilhelms-Universität Medizin und wurde mit der Dissertation „De causis sonorum cordis“ am 14. November 1851 in Breslau promoviert. Anschließend praktizierte er dort ab 1852 als Arzt und wirkte bereits wenig später als Sekundärarzt an der Chirurgischen und augenärztlichen Klinik und Poliklinik bei Albrecht Theodor Middeldorpf, dem er seine 1856 bei F. E. C. Leuckart in Breslau erschienene Schrift über „Venedig als Winteraufenthalt für Brustleidende“ widmete.
Im Jahr 1873 habilitierte er sich auf dem Gebiet der Anthropologie mit einer Arbeit zur Vergleichenden Anatomie als Privatdozent in Breslau.
Gustav Joseph bearbeitete über viele Jahre die bei seinen Exkursionen aufgefundene Fauna der im heutigen Slowenien gelegenen Tropfstein-Grotten von Krain (darunter auch die Adelsberger Grotte) und ist Autor zahlreicher zoologischer Erstbeschreibungen.
Er war seit 1862 Mitglied der Schlesischen Gesellschaft für vaterländische Kultur und seit 1874 Korrespondierendes Mitglied der Senckenbergischen Naturforschenden Gesellschaft in Frankfurt am Main.
Am 10. Februar 1881 wurde Gustav Joseph in der Sektion Zoologie und Anatomie unter der Matrikel-Nr. 2308 als Mitglied in die Deutsche Akademie der Naturforscher Leopoldina aufgenommen.
Im Jahr 1887 erklärte er seinen Austritt aus dem Entomologischen Verein in Berlin.

## Schriften (Auswahl)
- De causis sonorum cordis. Vratislaviae 1851
- Geschichte der Physiologie der Herztöne vor und nach Laënnec bis 1852. In: Janus, 2. Band, Gotha 1853, S. 1–39, 345–374 und 505–527 (Digitalisat)
- Venedig als Winteraufenthalt für Brustleidende. Leuckart, Breslau 1856 (Digitalisat)
- Beobachtungen  über die Lebensweise und Vorkommen der in den Krainer Gebirgsgrotten einheimischen Arten der blinden Gattungen Machaerites, Leptodirus, Oryotus und Troglorrhynchus. In: Jahrbuch der Schlesischen Gesellschaft für Vaterländische Kultur, 49, 1871, S. 171–182 (Digitalisat)
- Morphologische Studien am Kopfskelet des Menschen und der Wirbelthiere. Korn, Breslau 1873 (Digitalisat)
- Die Tropfsteingrotten in Krain und die denselben eigenthümliche Thierwelt. Habel, Berlin 1875 (Digitalisat)
- Über Enchytraeus cavicola n. sp. In: Zoologischer Anzeiger, 3, 1880 S. 358–359 (Digitalisat)
- Erfahrungen im wissenschaftlichen Sammeln und Beobachten der den Krainer Tropfsteingrotten eigenen Arthropoden. In: Berliner entomologische Zeitschrift, 1881, S. 233–282 (Digitalisat)
- Systematisches Verzeichniss der in den Tropfstein-Grotten von Krain einheimischen Arthropoden nebst Diagnosen der vom Verfasser entdeckten und bisher noch nicht beschriebenen Arten. In: Berliner entomologische Zeitschrift, 26, 1882, S. 1–50 (Digitalisat)